# حادثة إطلاق النار في الداير 2016
حادثة إطلاق النار في الداير 2016 عند الساعة 13:36 بتوقيت السعودية من يوم 11 فبراير 2016، قام معلم من منسوبي إدارة التعليم في محافظة الداير بني مالك بالهجوم على مكتب تعليم المحافظة، وإطلاق النار بشكل عشوائي مما أدى لمقتل 7 أشخاص وإصابة شخصان.

## لمحة تاريخية
سجَّلت حادثة اقتحام مبنى مكتب التعليم بمحافظة الداير بني مالك أكبر حادثة قتل يتعرض لها منسوبو التعليم بمقار عملهم في السعودية، بعد أن نتج عنها مقتل 7 وإصابة 2 آخرين، وذلك مقارنة بحوادث سابقة. بلغ عدد جرائم القتل التي وقعت على منسوبي التعليم في مقار عملهم 3 جرائم: الجريمة الأولى وقعت عام 2009م ونتج عنه مقتل معلم على يد مواطن، وذلك في مدرسة أبي زيد الأنصاري لتحفيظ القرآن الكريم بمكة المكرمة، على يد مواطن في العقد الثالث تم القبض عليه في حينه. الجريمة الثانية عام 2011م، نتج عنه مقتل طالب على يد زميل له في مدرسة ثانوية بمركز معشوقة التابع لمحافظة القرى شمال الباحة، على يد طالب يبلغ من العمر 16 عامًا وتم القبض عليه في حينه. الجريمة الثالثة عام 2013م حيث قتل معلم على يد طالب في مدرسة بمتوسطة وثانوية عثوان محافظة الداير بني مالك بمنطقة جازان.

## الحادثة
اقتحم شخص يحمل رشاش مكتب التعليم في محافظة الداير بني مالك، وقام بإطلاق النار على المشرفين والموظفين الإداريين بالمكتب. نتج عن ذلك الهجوم وفاة 7 أشخاص من منسوبي المكتب وإصابة عدد آخرين. القاتل يدعى عبد الله بن جابر أسعد المالكي من القهبة ويعمل مدرسًا لمادة التربية الإسلامية بالمرحلة الثانوية، ويبلغ من العمر 35 سنة. أشارت المعلومات أن القاتل على خلاف مع أحد المشرفين التربويين. الاشخاص الذين قتلوا في حادثة اطلاق النار هم كلا من: سلطان سلمان المالكي، وحسن جبار المالكي، وحسن محمد المالكي، وحسين سلمان المالكي، وحسن موسى المالكي، ومحمد جبران المالكي.
صرحت شرطة منطقة جازان بأنه عند الساعة الثانية من ظهر الخميس باشرت دوريات الأمن بمحافظة الداير بلاغًا عن قيام أحد مراجعي إدارة التعليم بالمحافظة بإطلاق النار على عدد من الموظفين وهم يؤدون مهامهم مما نتج عنه مقتل ستة منهم، وإصابة اثنين آخرين، وقد تم القبض على مرتكب الجريمة.

## التشييع
بعد صلاة عصر يوم السبت شيع أهالي محافظة الداير وجموع المصلين ضحايا حادثة الداير، حيث شهد جامع الملك فهد بمحافظة الداير جموع كبيرة من المصلين، يتقدمهم وزير التعليم السعودي أحمد بن محمد العيسى، وعدد من المسؤولين والقيادات التربوية والعسكرية بمنطقة جازان جنوب المملكة العربية السعودية.